# Шазеј (Златна обала)
Шазеј (фр. Chazeuil) насеље је и општина у источном делу централне Француске у региону Бургоња, у департману Златна обала која припада префектури Дижон.
По подацима из 2011. године у општини је живело 220 становника, а густина насељености је износила 11,86 становника/km². Општина се простире на површини од 18,55 km². Налази се на средњој надморској висини од 300 метара (максималној 322 m, а минималној 253 m).

## Демографија
| 1962. | 1968. | 1975. | 1982. | 1990. | 1999. | 2011. |
| ----- | ----- | ----- | ----- | ----- | ----- | ----- |
| 164   | 197   | 168   | 169   | 188   | 201   | 220   |

График промене броја становника у току последњих година